# Eagle Lake (South Fork Eagle River)
Der Eagle Lake ist ein 55,8 ha großer und rund 2 km langer See in den Chugach Mountains in Alaska.
Er liegt auf einer Höhe von 788 m unmittelbar nördlich des nur unwesentlich kleineren Symphony Lake im Chugach State Park an der Westflanke des Polar Bear Peak, 27 km östlich von Anchorage.
Der Eagle Lake liegt am Oberlauf des South Fork Eagle River, dessen Wasser über den Eagle River in den Knik Arm des Cook Inlet fließt.
Die Gegend ist über mehrere Wanderwege in der Umgebung für Touristen zugänglich.
Die benachbarten Seen, der Eagle Lake und der Symphony Lake, sind bekannt für ihre unterschiedliche Wasserfärbung. Diese entsteht, da die Seen ihr Wasser aus unterschiedlichen Quellen beziehen.